# (26328) Litomyšl
(26328) Litomyšl – planetoida z pasa głównego asteroid okrążająca Słońce w ciągu 3 lat i 163 dni w średniej odległości 2,28 j.a. Została odkryta 18 listopada 1998 roku w Obserwatorium Kleť w pobliżu Czeskich Budziejowic przez Miloša Tichego i Zdenka Moraveca. Nazwa planetoidy pochodzi od czeskiego miasta Litomyšl. Przed jej nadaniem planetoida nosiła oznaczenie tymczasowe (26328) 1998 WQ.